# SEY (ローカルタレント)
SEY（1971年 - ）は、長崎県出身の地元タレントである。
高校時代より行なっていた地元での音楽活動を経て上京。2005年からは、長崎シティFMを中心とするDJ・MCなどで地元タレントとして活動。2009年より長崎国際テレビで放映中の「もっとパチンコプレイガイドTV」のメインMCなど多方面で活躍中。

## 出演番組
- 2009年～　長崎国際テレビ「もっとパチンコプレイガイドTV」
- 2010年～　テレビ大分「パチンコプレイガイドTV　大分版」
- 2011年～　長崎国際テレビ「SEYのもっとSGチャレンジカップ」

## 経歴
- 2005年～2010年　長崎シティFM パーソナリティ
- 2008年～2010年　諫早レインボーFM パーソナリティ
- CMナレーター
  1. 平成長崎俵物
  2. オリエンタルエアブリッジ
  3. ハウステンボス全日空ホテル イベント

## その他
- 長崎バス 全線運行ナレーション
- 映画「SP」長崎レッドカーペット総合司会
- HTB マイケル・ジャクソン追悼イベント総合司会